# Akcja (gry fabularne)
Akcją w grach fabularnych określa się czynność, która zajmuje określoną (niewielką) ilość czasu (np. 10 sekund w systemie Warhammer Fantasy Roleplay). Akcją może być poruszenie się o określoną odległość, atak, użycie przedmiotu lub inne działanie. Pojęcie akcji pojawia się najczęściej w czasie rozgrywania walki jako sposób na wprowadzenie pewnego porządku do tak dynamicznej sytuacji. Np. w WFRP jedną z cech jakie opisują postać jest ilość ataków (akcji, które postać może wykonać w jednej turze walki).